# Xavier Luissint
Xavier Luissint (Parijs, 13 januari 1984) is een Franse voetballer. Hij wordt uitgespeeld als verdediger en speelt sinds 2019 voor KSV BREDENE
Luissint speelt doorgaans als rechtsachter, maar kan ook rechts op het middenveld uit de voeten. De Fransman heeft zijn roots in de Caraïben. Hij is klein van gestalte, maar snel en aanvallend ingesteld. In 2012 volgde hij Lars Wallaeys op als aanvoerder van KV Oostende.

## Carrière
Xavier Luissint groeide op in het centrum van Parijs. Op jonge leeftijd sloot hij zich aan bij ES Vitry, een voetbalclub uit de gelijknamige buitenwijk die bekendstaat om haar hoge misdaadcijfers. Nadien bracht hij ook een tijdje door in het opleidingscentrum (CFF) van Parijs, alvorens de overstap te maken naar de jeugdopleiding van Saint-Étienne. Daar werd hij een ploegmaat van onder meer François Zoko en Sammy Houri. 
In 2004, zonder ook maar één competitiewedstrijd te hebben gespeeld voor Saint-Étienne, trok Luissint naar het bescheiden Valence AS. Daar speelde hij regelmatig. Een seizoen later belandde de verdediger bij RC Épernay.
In 2008 mocht Luissint testen bij KV Oostende. De Fransman maakte tijdens enkele oefenwedstrijden indruk en tekende begin juli 2008 een contract voor één seizoen met een optie op een extra jaar. Al snel werd de rechtsachter een vaste waarde bij de toenmalige tweedeklasser. Luissint, die bij Oostende al snel verenigd werd met Zoko en Houri, werd na enkele seizoenen ook aanvoerder. In 2013 bereikte hij met de West-Vlaamse club de kwartfinale van de Beker van België én veroverde hij de titel in de Tweede Klasse. Op 24 april 2013 verlengde hij zijn contract tot 2015. In December 2015 tekende Luissint een contract bij Cercle Brugge. Vanaf het seizoen 2017-2018 komt hij uit voor KFC VW Hamme. 